# إريكسون غالاردو
إريكسون غالاردو (بالإسبانية: Erickson Gallardo)‏ هو لاعب كرة قدم فنزويلي في مركز نصف الجناح، ولد في 25 مارس 1996 في باريناس في فنزويلا. لعب مع نادي زامورا.

## وصلات خارجية
- إريكسون غالاردو على موقع الدوري الأمريكي (الإنجليزية)
- إريكسون غالاردو على موقع قاعدة بيانات كرة القدم.إي يو (الإنجليزية)
- إريكسون غالاردو على موقع ناشيونال فوتبول تيمز (الإنجليزية)
- إريكسون غالاردو على موقع Soccerway.com (الإنجليزية)
- إريكسون غالاردو على موقع AS.com (الإسبانية)